# Región de Sikasso
Sikasso es una región meridional de Malí. La capital de la región tiene el mismo nombre, Sikasso. Es la tercera ciudad más grande y su población está creciendo rápidamente debido a la gente que escapa de la violencia en Costa de Marfil. Los grupos étnicos principales incluyen los Senoufo, conocidos por sus máscaras tribales, los Samago, que son conocidos por ser los mejores granjeros de Malí, y por últim el grupo étnico principal en este país, la gente Bambara. La economía local está basada en la agricultura, Sikasso es conocida por su gran producción de futas y verduras. La práctica de la agricultura se ve favorecida ya que esta región recibe la mayor cantidad de lluvias que ocurren en Malí.

## Divisiones internas
Esta región se encuentra dividida en siete cercelas:
- Círculo de Buguni (272 522 habitantes); capital, Bougouni.
- Círculo de Kadiolo (138 156); capital, Kadiolo.
- Círculo de Kolondieba (132 718); capital, Kolondieba.
- Círculo de Kutiala (355 189); capital, Koutiala.
- Círculo de Sikasso (431 936); capital, Sikasso.
- Círculo de Yanfolila (157 132); capital, Yanfolila.
- Círculo de Yorosso (123 119); capital, Yorosso.

## Población
La ciudad de Sikasso es popular por su mercado exterior vibrante en el que se destacan sus telas, numerosas verduras y frutas. Sikasso es un crisol étnico y lingüístico que destaca a la presencia de gente de pueblos periféricos, inmigrantes de Costa de Marfil y Burkina Faso y refugiados de países vecinos. Esta área es popular por su música y su tradición de caza. 
Otras ciudades principales en la Región de Sikasso incluyen Bougouni, una ciudad de unión por el camino al Congreso de Malí; y Koutiala, al norte, que es el centro de la industria de algodón, sumamente productiva de Malí, que produce una de las pocas exportaciones del país.

## Demografía
Posee 71.790 km² de superficie, los cuales albergan a una población de 1.609.967 personas. La densidad poblacional es de 22,4 habitantes por cada kilómetro cuadrado.